# أيمن حلاوة
أيمن عدنان حلاوة (أبو عدنان؛ 1974 - 2001) قائد وعسكري فلسطيني من مواليد مدينة نابلس، أحد المهندسين الاوائل لكتائب عز الدين القسام الجناح العسكري لحركة المقاومة الإسلامية (حماس) حتى اغتياله، درس الهندسة الكهربائية في جامعة بيرزيت في رام الله.

## اعتقاله
اعتقلته قوات الاحتلال الإسرائيلية مرتين، المرة الأولى لمدة 3 أيام، والثانية في العام 1998 لمدة 30 شهراً قضاها في أكثر من مكان وهي: سجن الجلمة وسجن عسقلان وسجن نفحة و سجن بئر السبع والرملة وتحقيق مجدو .

## أحد المهندسين الأوائل في كتائب القسام
أطلق على أيمن لقب المهندس الثالث في كتائب القسام، علماً ان هناك العديد من المهندسين فيها، إلا ان القادة قد لقّبوا بصفة المهندس متبوعاً برقمه بالترتيب لإشارة إليه.

## نشاطه
اتهمه الجيش الاسرئيلي أنه قائد الجناح العسكري لحركة المقاومة الإسلامية حماس في منطقة نابلس، وظهر ذلك عقب اغتياله حيث أعلنت الحكومة الإسرائيلية عبر بيانها:

أنه كان على رأس قائمة المطلوبين للأجهزة الأمنية الإسرائيلية لضلوعه في قتل عشرات اليهود وإصابة المئات بجروح خلال هجمات نفذتها كتائب القسام . وانه كان يقف وراء الهجوم الذي وقع في ملهى الدولفانيم بمدينة تل أبيب وأسفر عن مصرع 23 مجنداً صهيونياً. وكان عدنان خبيراً في مجال صناعة المتفجرات، وهو الذي أعد العبوة الناسفة التي استخدمت في تفجير ملهى الدولفانيم كما أنه كان يقف وراء هجمات أخرى أسفرت عن مصرع 48 مستوطنا وإصابة أكثر من مائتي وخمسة وتسعون مستوطن آخر بجروح .
واتهمه البيان بإعداد الاستشهاديين في منطقة نابلس كما شارك في عمليات التفجير التي جرت في العام 1997 بمدينة القدس المحتلة .
وكان قد سبق في نشاطه المقاوم في انتفاضة الأقصى، انضمامه لخلية شهداء من أجل الأسرى التي نفذت عمليات محينا يهودا في القدس وقتل فيها 25 صهيوني وجرح المئات. وقد جًند العديد من المقاومين أمثال بلال البرغوثي.

## اغتياله واستشهاده
أغتيل مساء 22 أكتوبر 2001 ، بعد تفخيخ السيارة التي كان يستقلها قرب منطقة جامعة النجاح في مدينة نابلس ، أمام مستشفى نابلس التخصصي وقد أصيب في الحادث شخصان آخران كانا بالقرب من السيارة وهي لأحد أصدقاءه.
وقد شيّعه عشرات الآلاف من الفلسطينيين كما ذكرت وكالة الانباء الكويتية.